# Barbora Purchartová
Barbora Purchartová est une joueuse volley-ball tchèque, née le 9 mai 1992 à Prague. Elle mesure 1,89 m et joue au poste de centrale. 

## Clubs
| Club                  | De        | À         |
| --------------------- | --------- | --------- |
| SK Kometa Praha       | 2004-2005 | 2005-2006 |
| SK Slavia Praha       | 2006-2007 | 2010-2011 |
| Allgäu Team Sonthofen | 2011-2012 | 2012-2013 |
| Oxyjeunes Farciennes  | 2013-2014 | 2013-2014 |
| Dauphines Charleroi   | 2014-2015 | 2014-2015 |
| NawaRo Straubing      | 2015-2016 | 2015-2016 |
| Dresdner SC           | 2016-2017 | 2016-2017 |
| MKS Dąbrowa Górnicza  | 2017-2018 | 2017-2018 |
| CS Dinamo Bucureşti   | 2018-2019 | 2018-2019 |
| PVK Olymp Praha       | jan 2019  | …         |

## Palmarès

### Équipe nationale
- Ligue européenne
  - Vainqueur : 2019.

### Clubs
- Championnat de Belgique
  - Finaliste : 2015.
- Supercoupe d'Allemagne
  - Finaliste : 2016.
- Coupe de République tchèque
  - Finaliste : 2020.